# Góry Kurajskie

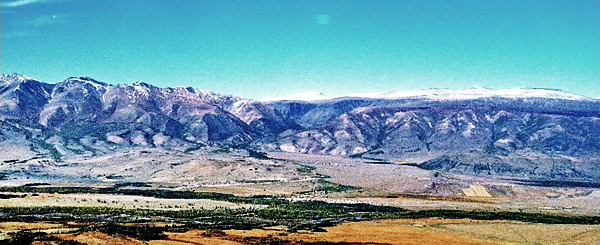
Góry Kurajskie

Góry Kurajskie (ros.: Курайский хребет, Kurajskij chriebiet) – pasmo górskie we wschodniej części Ałtaju, na terytorium Rosji, stanowiące dział wodny między dorzeczami Czui i Baszkausu. Rozciąga się na długości ok. 140 km, najwyższy szczyt osiąga 3412 m n.p.m. Zbudowane ze skał metamorficznych pasmo ogranicza od północy kotliny Czujską i Kurajską. Na południowych zboczach występują nieskonsolidowane osady z okresu paleogenu i neogenu. Niższe partie północnych zboczy pokryte są łąkami subalpejskimi oraz lasami modrzewiowymi; stoki południowe porośnięte roślinnością stepową.